# 2e division africaine (Royaume-Uni)
Pour les articles homonymes, voir 2e division d'infanterie.

Enseigne de formation de la 12e division africaine pendant la Seconde Guerre mondiale

La 2e division africaine est une unité coloniale de l'Empire britannique pendant la Seconde Guerre mondiale. La division est formée le 19 juillet 1940 au Kenya, en Afrique orientale britannique. Le 24 novembre de la même année, la division est rebaptisée 12e division africaine de l'armée britannique. Cette unité est également connue sous le nom de 12e division (Afrique de l'Est) lorsqu'en octobre 1941, sa brigade Ouest-africaine de la Côte de l'Ort fut réaffectée et remplacée par une troisième brigade Est-africaine. La division est dissoute en Afrique de l'Est le 18 avril 1943.

## Histoire
La 12e division africaine était l'une des trois divisions du lieutenant-général Alan Cunningham au Kenya. Au cours de la campagne d'Afrique de l'Est, la 12e division africaine a attaqué du Kenya jusqu'au Somaliland italien, puis a avancé en Éthiopie.

## Commandants
- Major-général Alfred Reade Godwin-Austen 1940-1941
- Major-général Charles Christopher Fowkes (en) 1941-1943